# 918
Năm 918 là một năm trong lịch Julius.